# Küssnacht

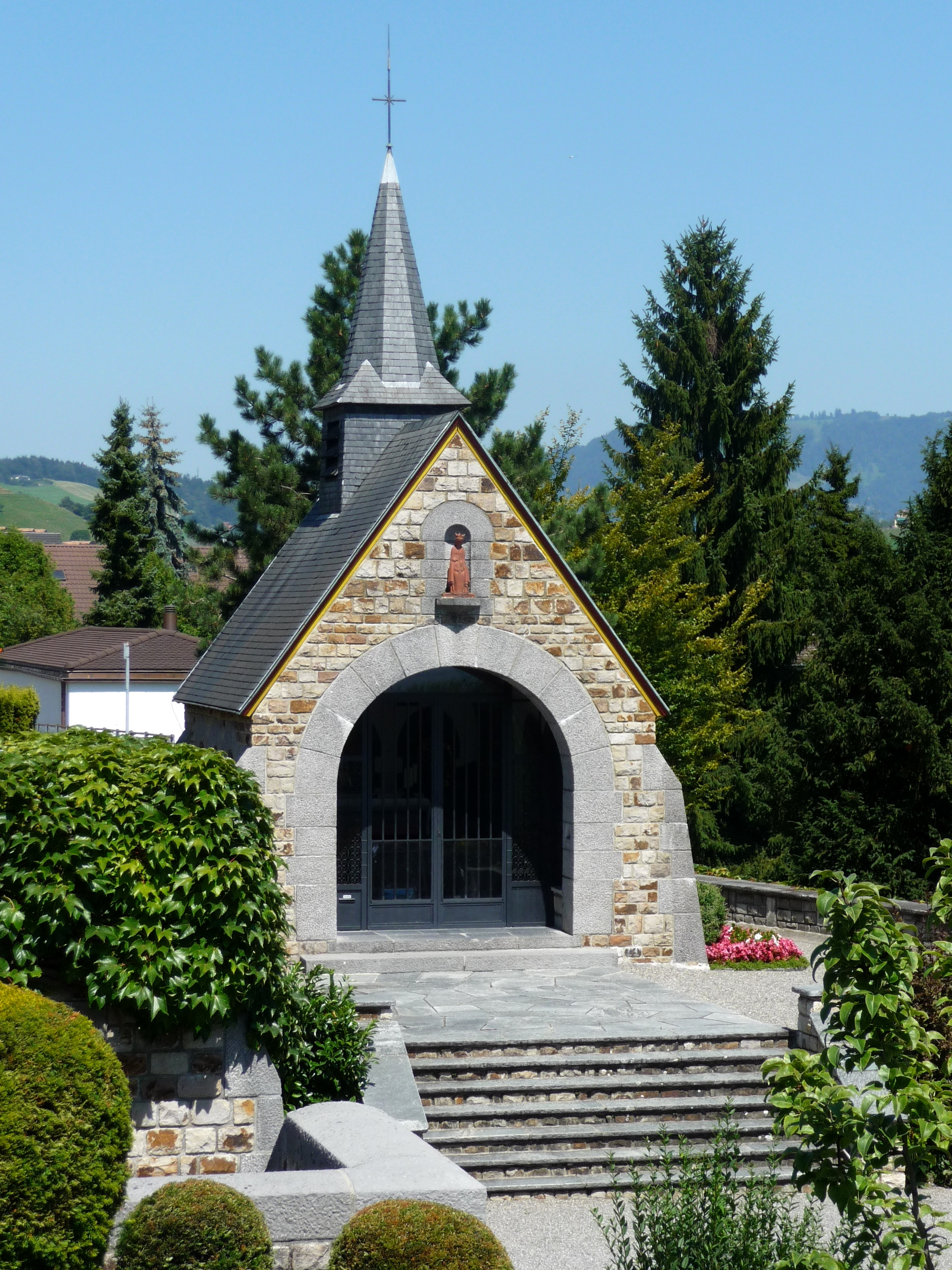
Astridkapellet, strax sydväst om orten Küssnacht.

Küssnacht (schweizertyska: Chüsnacht, före 2004: Küssnacht am Rigi) är en ort och kommun i distriktet Küssnacht i kantonen Schwyz i Schweiz. Kommunen har 14 044 invånare (2023). Orten ligger vid den norra änden av Vierwaldstättersjön och vid foten av berget Rigi.
Orten Küssnacht är en populär turistort och en sommarkurort. I närheten av orten finns ett kapell på den plats där Wilhelm Tell sägs ha skjutit Hermann Gessler. Den belgiska drottningen Astrid av Sverige omkom år 1935 i en bilolycka på vägen mellan Küssnacht och Luzern. På platsen har senare ett kapell uppförts till minne av drottningen.
I kommunen finns också orterna Merlischachen (vid Vierwaldstättersjön) och Immensee (vid Zugsjön).
En stor begivenhet i Küssnacht, som tilldrar sig åskådare från hela Schweiz och även delar av Centraleuropa, är den årligt återkommande festivalen Klausjagen, som infaller på St Nikolausdagen (5 eller 6 december). Festivalen, som varje år besöks av cirka 20 000 personer, består av en parad med cirka 1 500 deltagare (uteslutande män och pojkar) som bär stora ljusdekorationer på huvudet, spelar blåsinstrument, bär koskällor och slår med piskor kallade Geisslerchlöpfer. Eventet pågår långt in på natten.
En majoritet (89,1 %) av invånarna är tyskspråkiga (2014). 69,6 % är katoliker, 9,7 % är reformert kristna och 20,7 % tillhör en annan trosinriktning eller saknar en religiös tillhörighet (2014).
| Ort           | Invånare 31 dec 2021 |
| ------------- | -------------------- |
| Küssnacht     | 9 584                |
| Immensee      | 2 993                |
| Merlischachen | 1 219                |